# Pseudocallidium violaceum
Pseudocallidium violaceum är en skalbaggsart som beskrevs av Plavilstshikov 1934. Pseudocallidium violaceum ingår i släktet Pseudocallidium och familjen långhorningar. Inga underarter finns listade i Catalogue of Life.